# Rybno (Mazovie)
Pour les articles homonymes, voir Rybno.
Rybno est une gmina rurale du powiat de Sochaczew, Mazovie, dans le centre-est de la Pologne.
Son siège administratif (chef-lieu) est le village de Rybno, qui se situe environ 10 km au nord-ouest de Sochaczew et 62 km à l'ouest de Varsovie.
La gmina couvre une superficie de 72,84 km2 pour une population de 3 494 habitants en 2006.

## Histoire
De 1975 à 1998, la gmina est attachée administrativement à la voïvodie de Skierniewice. Depuis 1999, elle fait partie de la voïvodie de Mazovie.

## Géographie

### Villages
La gmina de Rybno comprend les villages et localités de :

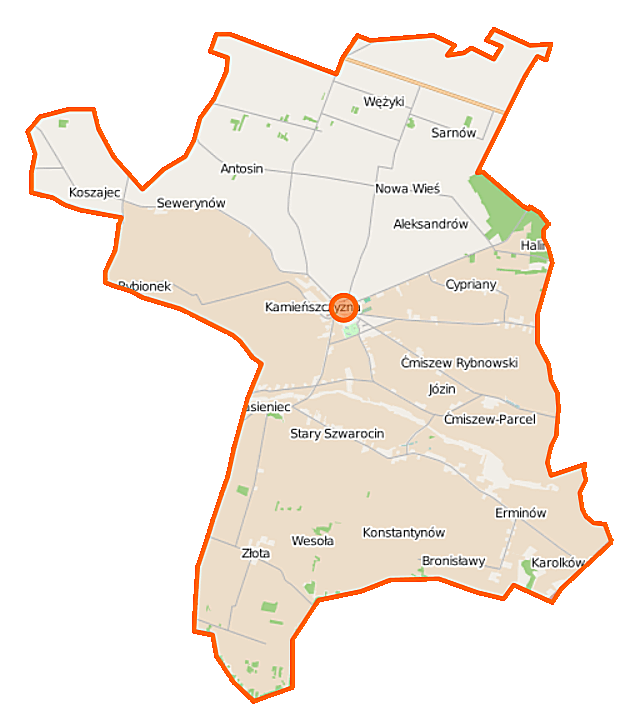
Plan de la gmina

- Aleksandrów
- Antosin
- Bronisławy
- Ćmiszew Rybnowski
- Ćmiszew-Parcel
- Cypriany
- Erminów
- Jasieniec
- Józin
- Kamieńszczyzna
- Karolków Rybnowski
- Karolków Szwarocki
- Konstantynów
- Koszajec
- Ludwików
- Matyldów
- Nowa Wieś
- Nowy Szwarocin
- Rybionek
- Rybno
- Sarnów
- Stary Szwarocin
- Wesoła
- Wężyki
- Złota
- Zofiówka

### Gminy voisines
La gmina de Rybno est voisine des gminy suivantes :
- Iłów
- Kocierzew Południowy
- Młodzieszyn
- Nowa Sucha
- Sochaczew

## Structure du terrain
D'après les données de 2002, la superficie de la commune de Rybno est de 72,84 km2, répartis comme telle :
- terres agricoles : 90%
- forêts : 5%

La commune représente 9,96% de la superficie du powiat.

## Démographie
Données du 30 juin 2004 :
| Description        | Total  | Total | Femmes | Femmes | Hommes | Hommes |
| ------------------ | ------ | ----- | ------ | ------ | ------ | ------ |
| Unité              | Nombre | %     | Nombre | %      | Nombre | %      |
| Population         | 3 534  | 100   | 1 781  | 50,4   | 1 753  | 49,6   |
| Densité (hab./km²) | 48,5   | 48,5  | 24,5   | 24,5   | 24,1   | 24,1   |